# Aclistomycter
Aclistomycter és un gènere extint de mamífers artiodàctils de la família dels mericoidodòntids que visqueren a Nord-amèrica durant l'Eocè superior, fa entre 37 i 37,2 milions d'anys. Se n'han trobat restes fòssils a Texas (Estats Units) i Chihuahua (Mèxic). Eren mericoidodòntids de mida petita-mitjana i crani curt. Tenien les fosses antorbitàries grans i profundes. Les dents molars estaven dotades d'una capa gruixuda d'esmalt i de petites depressions a la corona. El nom genèric Aclistomycter significa ‘nas obert’.